# Galata morente

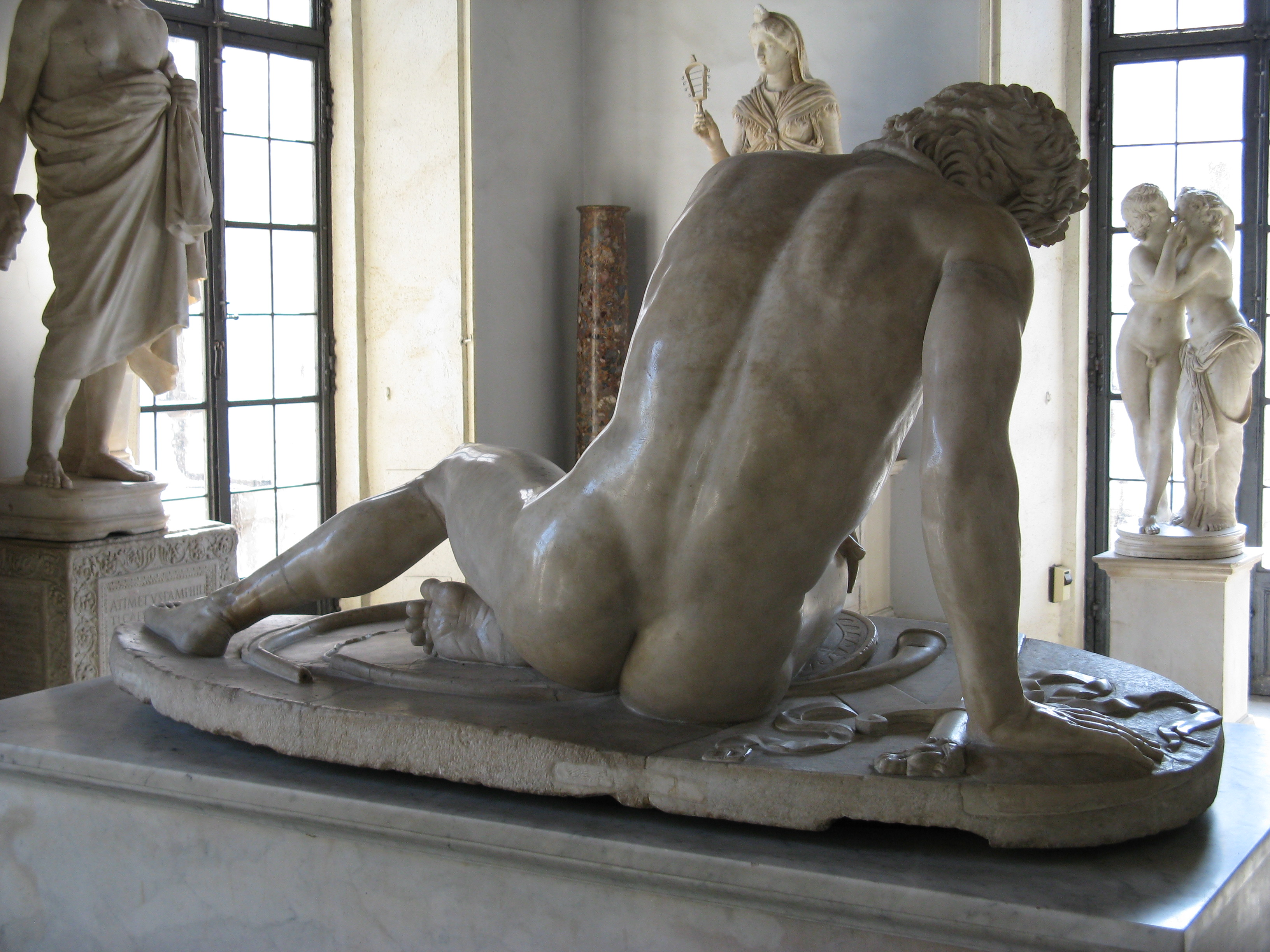
Veduta posteriore

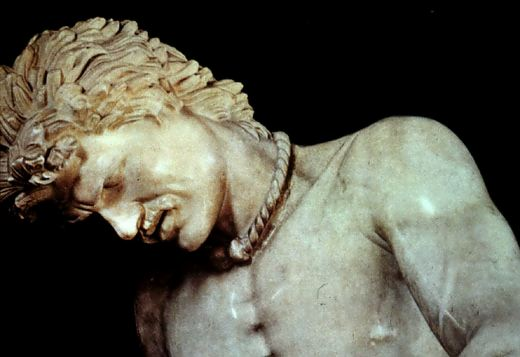
Particolare

Il Galata morente è la copia romana di una scultura di epoca ellenistica. Attribuita allo scultore Epigono, autore del Donario di Attalo nella città di Pergamo, un monumento composto da diverse statue bronzee raffiguranti Galati, databile al 230-220 a.C. circa. La copia marmorea di epoca romana è conservata nei Musei Capitolini di Roma. Anche la statua del Galata suicida e  altre opere di identificazione più complessa facevano parte del Donario di Attalo.

## Storia
L'opera fu commissionata da Attalo I di Pergamo per celebrare la sua vittoria contro i Galati o Galli. Non si conosce esattamente l'identità dell'artista che realizzò l'opera: si ritiene si tratti di Epigono, lo scultore di corte della dinastia dei sovrani di Pergamo.
Fu una delle opere scultoree dell'antichità più note e, per questo motivo, fu spesso ripreso da molti artisti di epoche successive. La versione capitolina venne scoperta all'inizio del XVII secolo, durante gli scavi di Villa Ludovisi. La prima testimonianza del ritrovamento risale al 1623, quando l'opera venne registrata quale parte della collezione della potente famiglia romana. La capacità dell'artista e il pathos della scultura suscitarono una grande ammirazione tra gli amanti dell'arte del XVII e del XVIII secolo, tant'è che molti tra re e ricchi proprietari terrieri ne commissionarono una copia. Fu proprio durante quest'epoca che alcuni, fraintendendo il tema dell'opera, ritennero si trattasse di un gladiatore morente, il che diede vita a tutta una serie di denominazioni non corrette (tra le quali il Gladiatore morente, il Gladiatore ferito, il Mirmillone morente).
Durante la campagna napoleonica in Italia, nel 1797, fu portata a Parigi per volontà del generale Napoleone, insieme alle altre opere prelevate per mezzo del Trattato di Tolentino, quali il Bruto Capitolino, la Venere Capitolina, e lo Spinario, nel contesto delle spoliazioni napoleoniche. La statua ritornò poi a Roma nel 1815 e fu da quel momento esposta presso i Musei Capitolini, dove è a tutt'oggi conservata, grazie all'intervento del Canova successivamente al Congresso di Vienna.
Alcune copie del Galata morente si possono osservare presso Il Museo dell'Arte Classica di Roma - La Sapienza, il Museo di Archeologia classica dell'Università di Cambridge, presso la Galleria Courtauld di Londra, oltre che a Berlino, Praga, Stoccolma, Venezia e Carrara.

## Descrizione e stile
La statua raffigura, con grande realismo (specie nel volto), un giovane guerriero galata, ferito al petto da un colpo di spada e morente, semisdraiato e col volto rivolto in basso. Il soggetto presenta i tratti tipici del guerriero celtico, considerando gli zigomi alti, l'acconciatura dei capelli, dalle folte e lunghe ciocche, e i baffi. In tale gusto si nota un accento sulla particolare erudizione che circolava alla corte di Pergamo.
Eccezion fatta per una torque intorno al collo (una particolare collana metallica tipica delle popolazioni celtiche), il guerriero è completamente nudo. Sulla base, si vedono attorno ad esso le armi abbandonate: una spada con l'elsa a forma di testa di leone, con la sua tracolla, uno scudo e un paio di corni di guerra. Col tipico patetismo della scuola di Pergamo, l'artista evidenziò il dolore dello sconfitto, accentuandone il coraggio e il valore e quindi, dall'altro lato, le qualità militari dei vincitori.

## Citazioni letterarie
Nel suo romanzo di maggior successo, Ritratto di signora (romanzo), lo scrittore americano Henry James cita la statua del Galata morente, durante una visita della protagonista Isabel Archer ai Musei Capitolini di Roma, " (...) presso la prima e più bella delle sale, di fronte al pezzo forte della collezione, la statua del Gladiatore Morente", dove avrebbe incontrato Lord Warburton (Roma, Newton & Compton, Versione Integrale, 2004, pag.253).